# Złotniki (Basses-Carpates)
Pour les articles homonymes, voir Złotniki.
Złotniki est une localité polonaise de la gmina et du powiat de Mielec en voïvodie des Basses-Carpates.